# Бабичовский сельский совет (Глобинский район)
Бабичовский сельский совет (укр. Бабичівська сільська рада) — входит в состав
Глобинского района
Полтавской области
Украины.
Административный центр сельского совета находится в 
с. Бабичовка.

## История
- 1918 — дата образования.

## Населённые пункты совета
- с. Бабичовка
- с. Набережное
- с. Новобудова
- с. Устимовка